# 140-ві

## Події
У Римській імперії усе десятиліття правив Антонін Пій. За його наказом у Британії було споруджено вал Антоніна для захисту від північних племен, що мешкали на території сучасної Шотландії. На просторах імперії виникали заворушення в Мавританії та Дакії, але вони швидко придушувалися. Рим відсвяткував 900-річчя заснування. У місті було збудовано Храм Божественного Адріана та Храм Антоніна та Фаустіни.
У Парфянському царстві померли правителі західної та східної частин, Мітрідат IV та Вологез II, і в 147 році царство об'єднав під своєю владою Вологез III. Нумерація Вологезів, утім суперечлива — в інших джерелах Вологеза II називають Вологезом III і так далі. У Кушанській імперії правив Канішка I, хоча називаються різні дати його смерті.
У Китаї правила династія Хань. Після смерті Лю Бао імператором став його син Лю Бін, але фактично владу захопив рід імператриці-вдови Лянь. Лю Бін помер наступного року, й імператором став неповнолітній Лю Цзуань. Правив він недовго, вступив у конфлікт з братом імператриці-вдови Лянь Цзі, тож його отруїли. У 146 році на трон зійшов Лю Чжи. Імперія Хань воювала на своїх окраїнах з хунну та іншими кочовиками, а в передгір'ях Тибету з цянами.
У 140 році папою римським став Пій I. Десятиліття знаменне діяльністю єретика Маркіона, який проповідував власне вчення маркіонізм, за що папа відлучив його від церкви.
Десь упродовж цього десятиліття Птолемей завершив "Алмагест — впливову книгу з астрономії, в якій сформульована геоцентрична система Птолемея. Також була написана важлива для раннього християнства книга «Пастир Герми». У 148 році до Китаю прибув перекладач буддійських текстів китайською мовою Ань Шиґао.